# Milán AC 1994/1995
Soupiska AC Milán v ročníku 1994/1995 uvádí přehled hráčů fotbalového mužstva pod tehdejším názvem Milán AC a statistické údaje o nich v sezóně 1994/1995.

## Soupiska a statistiky (ročník 1994/1995)
| Post           | Jméno                  | Narozen      | Stát                 | Liga z/g | Pohár z/g | LM z/g | SP, IP, SI z/g | Celkem |
| -------------- | ---------------------- | ------------ | -------------------- | -------- | --------- | ------ | -------------- | ------ |
| Brankaři       |                        |              |                      |          |           |        |                |        |
| Brankář        | Sebastiano Rossi       | 20. 7. 1964  | Itálie               | 34/32    | 0/0       | 11/6   | 2+1+1/0+2+1    | 49/41  |
| Brankář        | Mario Ielpo            | 8. 6. 1963   | Itálie               | 0/0      | 4/5       | 0/0    | 0+0+0/0+0+0    | 4/5    |
| Obránci        |                        |              |                      |          |           |        |                |        |
| Obránce        | Christian Panucci      | 12. 4. 1973  | Itálie               | 28/2     | 4/0       | 10/2   | 1+1+0/0+0+0    | 44/4   |
| Obránce        | Paolo Maldini          | 26. 6. 1968  | Itálie               | 29/2     | 1/0       | 11/0   | 1+1+0/0+0+0    | 43/2   |
| Obránce        | Franco Baresi          | 8. 5. 1960   | Itálie               | 28/0     | 0/0       | 11/0   | 2+1+1/0+0+0    | 43/0   |
| Obránce        | Alessandro Costacurta  | 24. 4. 1966  | Itálie               | 27/0     | 3/0       | 6/0    | 2+1+1/0+0+0    | 40/0   |
| Obránce        | Marcel Desailly        | 7. 9. 1968   | Francie · Ghana      | 22/1     | 1/0       | 10/0   | 2+1+0/0+0+0    | 36/1   |
| Obránce        | Filippo Galli          | 19. 5. 1963  | Itálie               | 19/0     | 3/0       | 6/0    | 0+0+0/0+0+0    | 28/0   |
| Obránce        | Mauro Tassotti         | 19. 1. 1960  | Itálie               | 12/0     | 4/0       | 5/0    | 2+1+1/0+0+0    | 25/0   |
| Obránce        | Stefano Nava           | 19. 2. 1969  | Itálie               | 2/0      | 2/0       | 1/0    | 0+0+1/0+0+0    | 6/0    |
| Obránce        | Alessandro Orlando     | 1. 6. 1970   | Itálie               | 2/0      | 1/0       | 1/0    | 0+0+1/0+0+0    | 5/0    |
| Obránce        | Roberto Lorenzini      | 9. 7. 1966   | Itálie               | 0/0      | 1/0       | 0/0    | 0+0+1/0+0+0    | 2/0    |
| Záložníci      |                        |              |                      |          |           |        |                |        |
| Záložník       | Demetrio Albertini     | 23. 8. 1971  | Itálie               | 30/2     | 4/0       | 9/0    | 2+1+1/0+0+0    | 47/2   |
| Záložník       | Roberto Donadoni       | 9. 9. 1963   | Itálie               | 30/2     | 2/1       | 8/0    | 2+1+1/0+0+0    | 44/3   |
| Záložník       | Zvonimir Boban         | 8. 10. 1968  | Chorvatsko           | 21/1     | 2/0       | 9/1    | 1+1+1/1+0+0    | 35/3   |
| Záložník       | Giovanni Stroppa       | 24. 1. 1968  | Itálie               | 19/3     | 2/1       | 7/1    | 0+0+0/0+0+0    | 28/5   |
| Záložník       | Gianluigi Lentini      | 27. 3. 1969  | Itálie               | 17/5     | 4/1       | 4/0    | 0+0+1/0+0+0    | 26/6   |
| Záložník       | Stefano Eranio         | 29. 12. 1966 | Itálie               | 11/0     | 0/0       | 4/0    | 1+0+0/0+0+0    | 16/0   |
| Záložník       | Gianluca Sordo         | 2. 12. 1969  | Itálie               | 7/0      | 3/0       | 2/0    | 0+0+0/0+0+0    | 12/0   |
| Záložník       | Massimo Orlando        | 26. 5. 1971  | Itálie               | 2/0      | 0/0       | 0/0    | 0+0+0/0+0+0    | 2/0    |
| Záložník       | Francesco De Francesco | 21. 9. 1977  | Itálie               | 0/0      | 2/0       | 0/0    | 0+0+0/0+0+0    | 2/0    |
| Útočníci       |                        |              |                      |          |           |        |                |        |
| Útočník        | Marco Simone           | 7. 1. 1969   | Itálie               | 30/17    | 3/0       | 9/4    | 1+1+1/0+0+0    | 45/21  |
| Útočník        | Daniele Massaro        | 23. 5. 1961  | Itálie               | 19/3     | 1/0       | 8/1    | 2+1+0/1+0+0    | 31/5   |
| Útočník        | Dejan Savićević        | 15. 9. 1966  | Černá Hora           | 19/9     | 1/0       | 6/2    | 2+1+0/0+0+0    | 29/11  |
| Útočník        | Paolo Di Canio         | 9. 7. 1968   | Itálie               | 15/1     | 2/0       | 0/0    | 2+0+0/0+0+0    | 19/1   |
| Útočník        | Ruud Gullit            | 1. 9. 1962   | Nizozemsko · Surinam | 8/3      | 2/0       | 3/0    | 0+0+1/0+0+1    | 14/4   |
| Útočník        | Alessandro Melli       | 11. 12. 1969 | Itálie               | 6/1      | 0/0       | 0/0    | 0+0+0/0+0+0    | 6/0    |
| Útočník        | Marco van Basten       | 31. 10. 1964 | Nizozemsko           | 0/0      | 0/0       | 0/0    | 0+0+0/0+0+0    | 0/0    |
| Realizační tým |                        |              |                      |          |           |        |                |        |
| Trenér         | Fabio Capello          | 18. 6. 1946  | Itálie               | 34/0     | 4/0       | 12/0   | 2+1+1/0        | 54/0   |
| As. trenéra    | Italo Galbiati         | 8. 8. 1937   | Itálie               | 34/0     | 4/0       | 12/0   | 2+1+1/0        | 54/0   |

- - poznámka : brankaři mají góly obdržené!!!

Během sezóny odešli
Ruud Gullit - Sampdoria Janov
Alessandro Orlando - Juventus Turin
Během sezóny přišli
Paolo Di Canio - Juventus Turin
Alessandro Melli - Sampdoria Janov